# Marina Salas
Marina Salas Rodríguez (Barcellona, 17 ottobre 1988) è un'attrice spagnola, famosa per aver interpretato il ruolo di Vilma nella serie televisiva spagnola El Barco e di Katina nei film Tres metros sobre el cielo e Tengo ganas de ti.

## Biografia
Marina Salas Rodríguez nasce a Barcellona il 17 ottobre 1988. È una delle attrici spagnole di teatro, cinema e televisione più popolari della sua generazione. Tra i suoi ruoli più rilevanti vi sono Katina in Tres metros sobre el cielo e Tengo ganas de ti, Vilma in El barco e Eleonora d'Asburgo nella serie di TVE Carlos, Rey Emperador.
Sta attualmente girando la terza produzione spagnola di Netflix intitolata Hache, assieme ad Adriana Ugarte e Javier Rey.

## Filmografia

### Cinema
- Sin ti, regia di Raimon Masllorens (2006)
- Lope, regia di Andrucha Waddington (2010)
- Tres metros sobre el cielo, regia di Fernando González Molina (2010)
- Striscia vincente (The Pelayos) regia di Eduard Cortés (2012)
- Tengo ganas de ti, regia di Fernando González Molina (2012)
- Sexo explícito, regia di José Manuel Carrasco - cortometraggio (2013)
- Por un puñado de besos, regia di David Menkes (2014)
- El casco de Júpiter, regia di Chechu León Solana e Diego Pérez González - cortometraggio (2014)
- Sinécdoque: Una historia de amour fou, regia di José Manuel Carrasco - cortometraggio (2015)
- Sonata per a violoncel, regia di Anna Bofarull (2015)
- Vida en Marte, regia di José Manuel Carrasco - cortometraggio (2016)
- La mano invisible, regia di David Macián (2016)
- Ibiza, regia di Alex Richanbach (2018)
- Pentimento, regia di José Manuel Carrasco - cortometraggio (2020)
- Luz, regia di Cristina Urgel - cortometraggio (2021)
- El Cover, regia di Secun de la Rosa (2021)

### Televisione
- El cor de la ciutat – serial TV, 3 puntate (2005-2006)
- Hay alguien ahí – serie TV, 26 episodi (2009-2010)
- El barco – serie TV, 43 episodi (2011-2013)
- Los nuestros – serie TV, episodi 1x01-1x02-1x03 (2015)
- Carlos, rey emperador – serie TV, 15 episodi (2015-2016)
- La zona – serie TV, 7 episodi (2017)
- H - Helena (Hache) – serie TV, 14 episodi (2019-2021)

## Teatro
- Luces de bohemia
- Espía a una mujer que se mata
- Mi querida señorita